# تيرينس ستانسبوري
تيرينس ستانسبوري (بالإنجليزية: Terence Stansbury)‏ مواليد 27 فبراير 1961 في لوس أنجلوس، هو لاعب كرة سلة أمريكي معتزل. بدأ مسيرته الاحترافية في سنة 1984. تم اختياره من قبل فريق دالاس مافيريكس خلال الدرافت. يبلغ طوله 6 قدم 5 بوصة (2.0 م). اعتزل اللعب في 2003.

## المسيرة الاحترافية
لعب مع إنديانا بايسرز من سنة 1984 إلى 1986، ثم لعب مع سياتل سوبرسونيكس في موسم 1986–1987، ثم لعب مع دين بوش في سنة 1988، ثم لعب مع باريس لوفالوا في الدوري الفرنسي من سنة 1989 إلى 1995، ثم لعب مع إيه إي كي في موسم 1997–1998، ثم لعب مع لو مان سارت باسكت في الدوري الفرنسي في موسم 1998–1999، ثم لعب مع ستراسبورغ أي جي في موسم 1999–2000.

## روابط خارجية
- تيرينس ستانسبوري على موقع إن بي أي (الإنجليزية)
- تيرينس ستانسبوري على موقع سبورتس رفرنس (الإنجليزية)
- تيرينس ستانسبوري على موقع كرة السلة الأوروبية.كوم (الإنجليزية)
- تيرينس ستانسبوري على موقع كلية كرة السلة في سبورتس رفرنس.كوم (الإنجليزية)
- تيرينس ستانسبوري على موقع ريلجم (الإنجليزية)
- تيرينس ستانسبوري على موقع بروبوليرز (الإنجليزية)
- تيرينس ستانسبوري على موقع قاعة ديلاوير للمشاهير الرياضية (الإنجليزية)